# Antony Kidman
Antony David Kidman (* 10. Dezember 1938 in Sydney; † 12. September 2014 in Singapur) war ein australischer Psychologe und Biochemiker.

## Leben
Kidman war Leiter der Health Psychology Unit der University of Technology, Sydney. Ein Schwerpunkt seiner mehr als 30-jährigen Forschungstätigkeit war die psychoonkologische Behandlung von Patienten mit Brustkrebs. Zuletzt befasste er sich mit den psychosozialen Auswirkungen von Cyber-Mobbing. Er war an mehr als 153 wissenschaftlichen Publikationen in Fachmagazinen beteiligt und Autor mehrerer Fachbücher. Für seine Verdienste um das Gesundheitssystem in Australien wurde er 2005 mit dem Order of Australia ausgezeichnet.
Mit seiner Frau Janelle hatte Kidman zwei Töchter, die Schauspielerin Nicole Kidman (* 1967) und die Journalistin und Produzentin Antonia Kidman (* 1970). Er starb infolge eines Sturzes am 12. September 2014 während eines Besuchs bei seiner jüngeren Tochter in Singapur.

## Werke
- Staying sane in the fast lane. Delphian Books, Epping 2011, ISBN 978-0-9588803-7-4.
- Schizophrenia : a guide for families. Biochemical & General Services, Greenwich 2008, ISBN 978-0-9588803-6-7.
- Feeling Better: A Guide to Mood Management. Biochemical & General Services, Greenwich 2006, ISBN 0-9588803-5-2.
- Stress, coping and social support in the age of anxiety. Foundation for Life Sciences, St Leonards 2005, ISBN 0-646-45154-5.
- From thought to action. Biochemical & General Services, Greenwich 2001, ISBN 0-9588803-1-X.
- Family life: adapting to change. Biochemical & General Services, Greenwich 1995, ISBN 0-9588803-3-6.